# Cloud Factory
Cloud Factory (укр. Фабрика хмар) — другий студійний альбом українського метал-гурту Jinjer. В Україні альбом вийшов самовиданням 21 квітня 2014, а у Європі він вийшов у 2015 році на лейблі The Leaders Records. У 2018 та 2022 роках перевидавався на лейблі Napalm Records.

## Про альбом
Гурт самостійно видав альбом в Україні 21 квітня 2014 року. У Європі гурт випустив альбом на лейблі The Leaders Records у 2015 році.
На композиції «Cloud Factory» та «Bad Water» гурт відзняв музичні відеокліпи.

### Перевидання 2018 року
У грудні 2017 стало відомо, що альбом перевидадуть на лейблі Napalm Records. Учасники гурту, анонсуючи перевидання, сказали, що на створення альбому їх надихнув «дух Батьківщини, промислового сходу України» та розповіли про роботу над альбомом:
|  | Коли ми робили цей запис, заледве здогадувалися, скільки дверей він нам відкриє і куди врешті приведе. Від наших перших шоу до перших європейських турів та всіх наших друзів, яких ми знайшли під час цього — Cloud Factory змінив майбутнє JINJER на краще, і ми не озиралися назад відтоді... |

Також до альбому додали дві пісні, записані наживо: «A Plus or a Minus», яку вони записали 21 жовтня 2017 у київському клубі Sentrum та «Who is Gonna Be the One», записана на фестивалі Atlas 29 червня 2017.
15 лютого гурт випустил відеокліп на трек «Cloud Factory», записаний наживо у Києві, 10 жовтня 2015 року.
Вийшло перевидання 16 лютого 2018 року.

## Список композицій
| Видання 2014 року          | Видання 2014 року          | Видання 2014 року |
| #                          | Назва                      | Тривалість        |
| -------------------------- | -------------------------- | ----------------- |
| 1.                         | «Outlander»                | 3:55              |
| 2.                         | «A Plus or a Minus»        | 4:33              |
| 3.                         | «No Hoard of Value»        | 4:55              |
| 4.                         | «Cloud Factory»            | 4:44              |
| 5.                         | «Who is Gonna Be the One»  | 5:30              |
| 6.                         | «When Two Empires Collide» | 4:49              |
| 7.                         | «Желаю значит получу»      | 3:08              |
| 8.                         | «Bad Water»                | 5:03              |
| Загальна тривалість: 36:27 |                            |                   |

| Перевидання 2018 та 2022 років | Перевидання 2018 та 2022 років             | Перевидання 2018 та 2022 років |
| #                              | Назва                                      | Тривалість                     |
| ------------------------------ | ------------------------------------------ | ------------------------------ |
| 9.                             | «A Plus or a Minus» (наживо з Sentrum)     | 4:33                           |
| 10.                            | «Who is Gonna Be the One» (наживо з Atlas) | 5:33                           |
| Загальна тривалість: 46:33     |                                            |                                |

## Відгуки
Альбом загалом отримав схвальні відгуки.
У огляді на сайті «Київського рок клубу» Митько Сяржук оцінив альбом, написавши, що «Cloud Factory дійсно хочеться слухати, зробивши гучність на максимум, тому що він і звучить могутньо, і зіграний відмінно, і представлений якісно» та відзначив роботу вокалістки Тетяни Шмайлюк.
Станіслав Потапенко, рецензент з сайту «Крок у rock» заявив, що «гурт відійшов від напрямку, який грав раніше, але зберіг свою магічну фішку». Також він написав, що альбом залишить слухача сповненим сил та енергії.
У своїй рецензії для сайту «Metal1» Паскаль Вебер похвалив музичне різноманіття альбому, окремо відзначивши вміння вокалістки технічно виконувати як чистий вокал, так і гроулінг.
Вольфганг Лю Кун з німецького видання «Rock Hard» також позитивно відгукується щодо вокалістки яка «випромінює багато сили як візуально, так і вокально».

## Учасники запису
У записі альбому взяли участь:

### Jinjer
- Тетяна Шмайлюк — спів;
- Дмитро Оксень — гітара;
- Роман Ібрамхалілов — гітара;
- Євген Абдюханов — бас-гітара;
- Євген Мантулін — ударні;
- Дмитро Кім — ударні (трек 9);
- Влад Уласевич — ударні (трек 10).

### Інші учасники
- Макс Мортон — акустична гітара (трек 2);
- Макс Пасічник — міксування, зведення;
- Олександр Єлісеєв — запис.